# 里奥塞科德索里亚
里奥塞科德索里亚，是西班牙卡斯蒂利亚-莱昂索里亚省的一个市镇。总面积50平方公里，总人口130人（2023年），人口密度3人/平方公里。